# George Henry Boughton

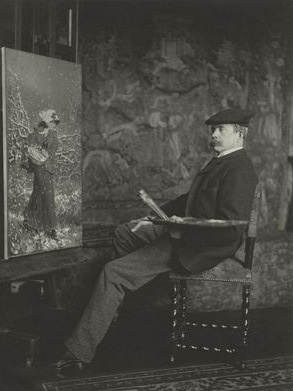
George Henry Boughton

George Henry Boughton (Norwich, 1833 of 1834 - Londen, 19 januari 1905) was een Engels-Amerikaans kunstschilder.

## Leven en werk
Hij werd geboren in Engeland, maar het gezin emigreerde in 1839 naar de Verenigde Staten, waar hij opgroeide in Albany, New York.
Op 19-jarige leeftijd verkocht hij zijn eerste werk en met de opbrengst daarvan reisde hij naar Londen voor verdere studie. Korte tijd later keerde hij terug naar de Verenigde Staten en vestigde zich in New York. Hier verbleef hij twee jaar en verwierf er bekendheid als landschapsschilder. Hij exposeerde werk in Washington D.C. en New York.
Aan het eind van de jaren 1850 besloot hij definitief naar Europa te vertrekken. Hij studeerde twee jaar in Parijs en vestigde zich uiteindelijk in Londen, waar hij een eigen studio opende. Hoewel woonachtig in Engeland, richtte hij zich in zijn werk in die periode op de Amerikaanse koloniale geschiedenis.
Boughton exposeerde veel werk, zowel in Amerika als in Engeland en elders. In 1871 werd hij lid van de in New York gevestigde National Academy of Design. In Engeland werd hij in 1879 verkozen tot geassocieerd lid van de Royal Academy of Arts en volledig lid in 1896.
In de zomers van 1880 en 1881 reisde hij door Nederland. Zijn verslag daarvan noteerde hij eerst in Harper's Magazine onder de titel 'Artist Strolls in Holland' en later verscheen het in boekvorm in Londen onder de titel Sketching Rambles in Holland, met illustraties van Boughton zelf en van Edwin Austin Abbey.
Naast zijn werk als landschaps- en genreschilder vervaardigde Boughton boekillustraties. Zo leverde hij werk voor Nathaniel Hawthornes roman The Scarlet Letter en voor een publicatie van de gedichten van Henry Wadsworth Longfellow. Voor Washington Irvings The Legend of Sleepy Hollow en Rip van Winkle verzorgde hij 53 illustraties.
Door zijn contacten met John Callcott Horsley raakte hij ook betrokken bij de Engelse kunstenaarskolonie de Cranbrook Colony, waaraan hij regelmatig bezoeken bracht.
Boughton overleed in 1905 aan een hartkwaal in zijn studio in Campden Hill in Londen.

## Galerij

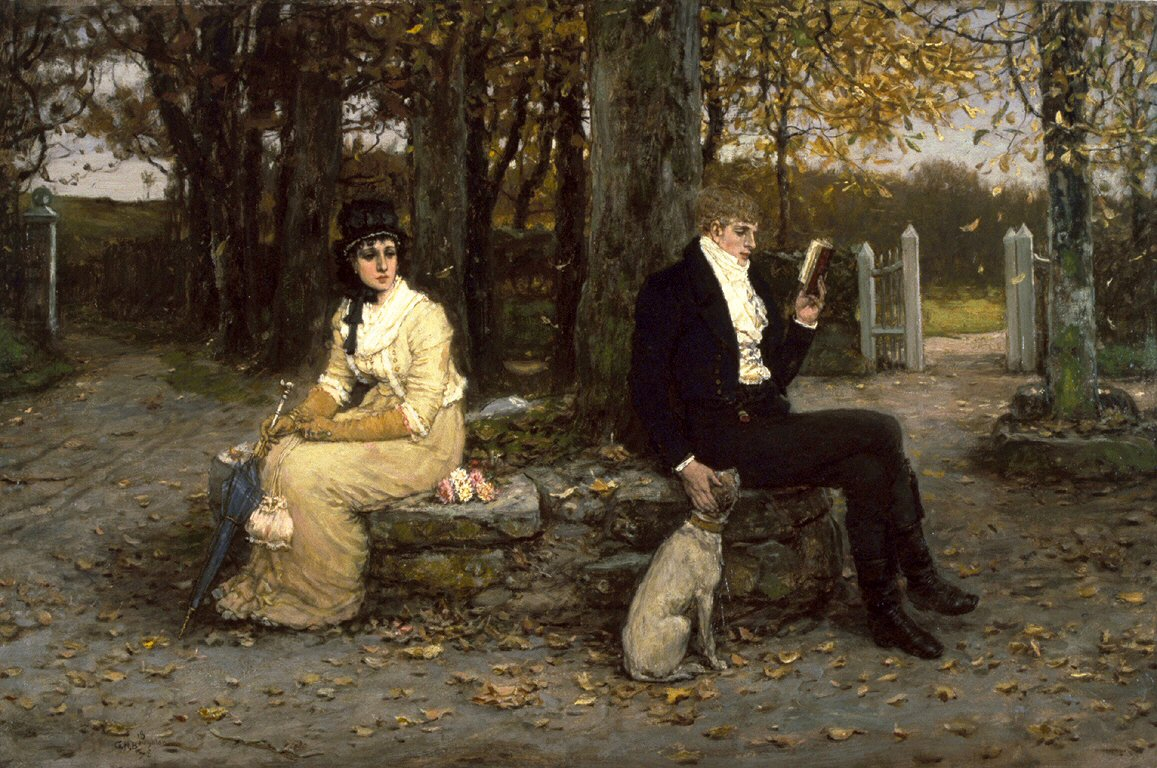
the waning honeymoon, 1878
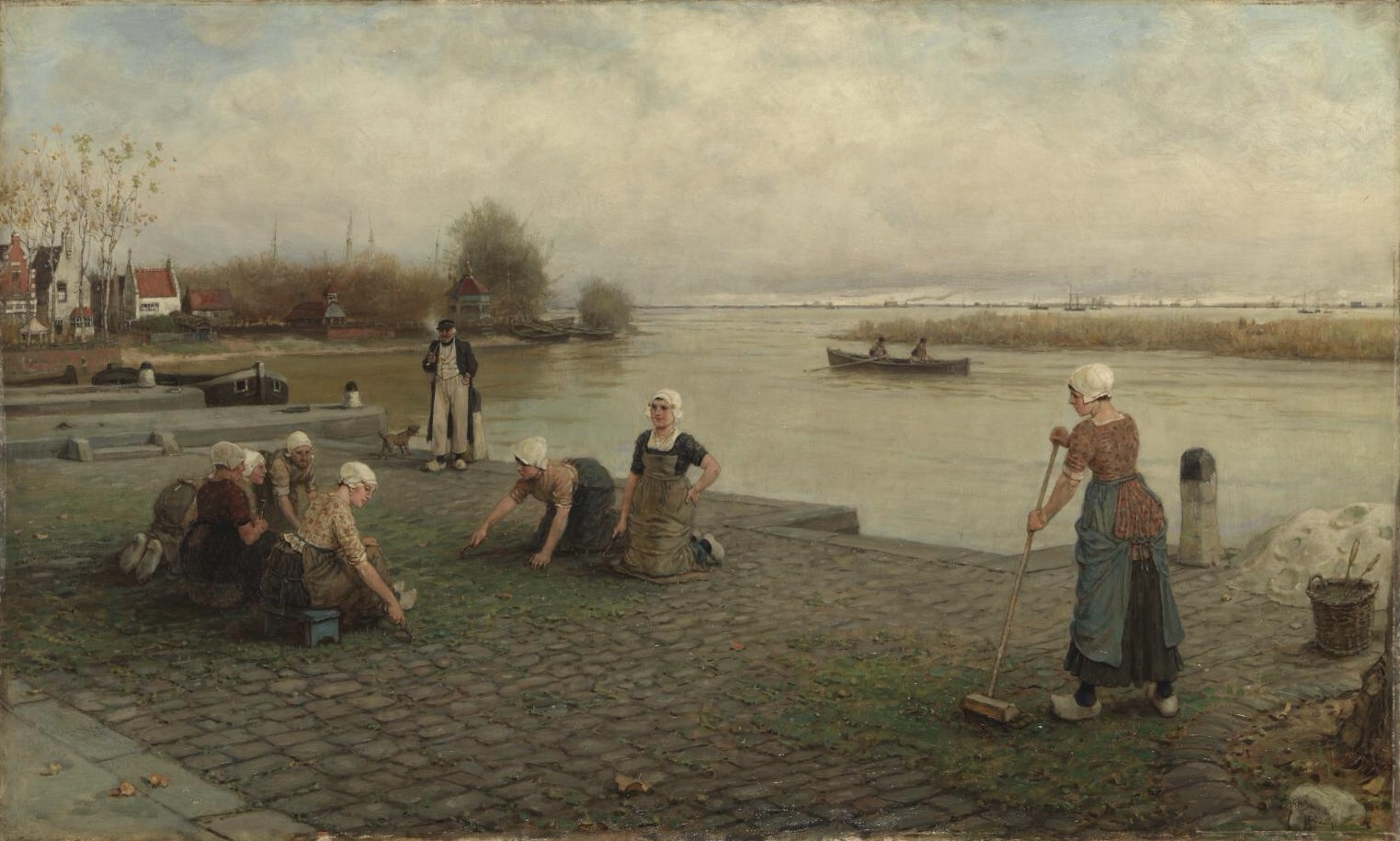
Weeding the Pavement, 1882, Hoorn
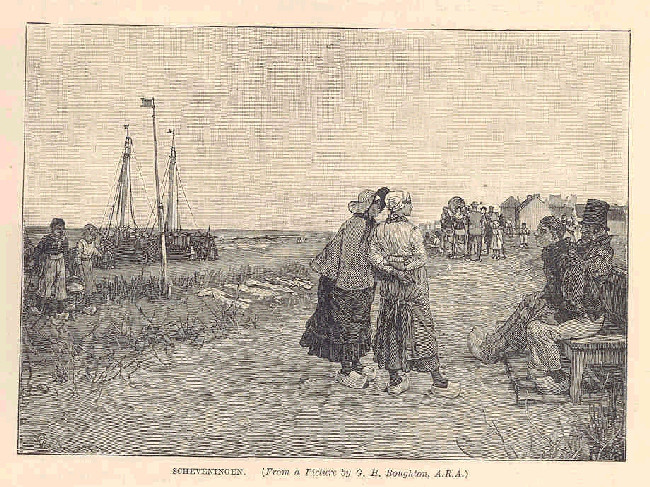
Scheveningen, 1883